# (31189) Tricomi
(31189) Tricomi (1997 YZ7) – planetoida z pasa głównego asteroid okrążająca Słońce w ciągu 4,03 lat w średniej odległości 2,53 j.a. Odkryta 27 grudnia 1997 roku.